# Red Exposure
Red Exposure è il quarto album in studio del gruppo musicale Chrome, pubblicato il 1980.

## Tracce
Lato 1
1. New Age – 2:56
2. Rm. 101 – 1:56
3. Eyes on Mars – 3:32
4. Jonestown – 2:21
5. Animal – 2:49
6. Static Gravity – 3:08

Lato 2
1. Eyes in the Center – 4:03
2. Electric Chair – 4:07
3. Night of the Earth – 4:12
4. Isolation – 4:33

## Formazione
- Helios Creed - voce, guitar synth, basso, sintetizzatore
- Damon Edge - voce, drum machine, guitar synth